# Joseph Paul Gaimard
Joseph Paul Gaimard est un médecin et naturaliste français, né le 31 janvier 1793 à Saint-Zacharie et mort le 10 décembre 1858 à Paris.

## Biographie

### Jeunesse

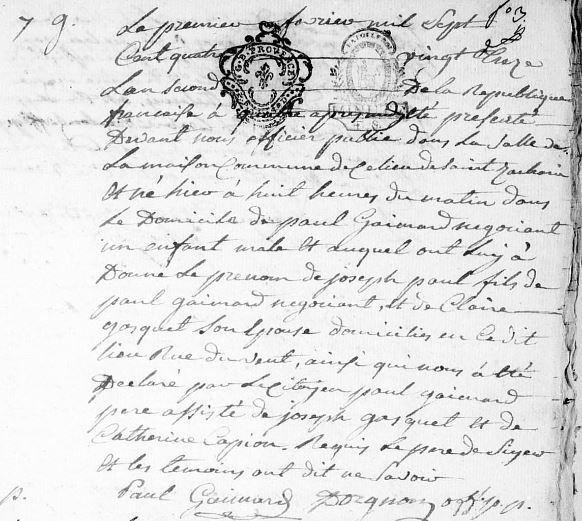
Acte de naissance de Joseph Paul Gaimard

Né à Saint-Zacharie dans le Var, il ne connaît pas son père qui est tué lors de l'insurrection royaliste de 1799 dans le Toulousain. Il est alors élevé par sa mère, Claire Gasquet, sœur du général Joseph Gasquet puis par une tante nommée Allard.

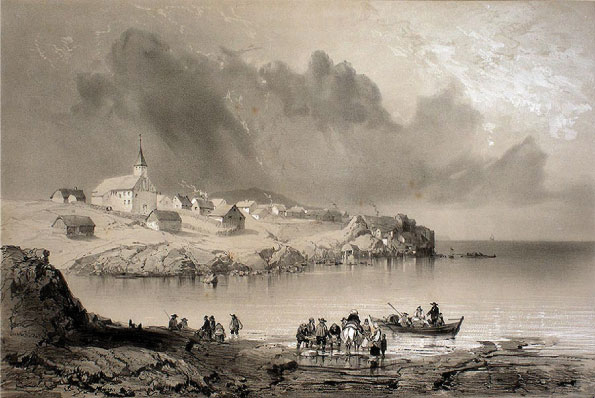
Tórshavn (îles Féroé) en 1839 par Barthélemy Lauvergne (1805-1871) « Atlas Pittoresque » de l'expédition de la Recherche.

Élève de l’École de Médecine navale de Toulon, un concours lui permet de devenir Chirurgien auxiliaire de la Marine. Il sert alors sur l’Impérial (1812-1814) puis sur le Néréide (1815) lors des dernières campagnes militaires de l'Empire, puis est nommé chirurgien de 3e classe en titre en septembre 1816.

### Les tours du monde
En mai 1817, il est engagé sur l'Uranie de Louis Claude de Saulces de Freycinet pour un voyage autour du monde (1817-1820).
Après le naufrage de l'Uranie aux îles Falkland, il revient en France sur la Physicienne en novembre 1820. Il ramène alors au Muséum d'histoire naturelle d'importantes collections zoologiques qui lui valent les félicitations de Georges Cuvier.
En février 1821, il devient chirurgien de 2e classe et sert à Toulon puis est nommé à la 1re classe en mai 1824. Il est alors envoyé en Angleterre pour y visiter les musées d'histoire naturelle (1825).
En avril 1826, il est engagé comme médecin du bord et naturaliste, aux côtés de Jean René Constant Quoy, sur L'Astrolabe commandée par Jules Dumont d'Urville pour un nouveau tour du monde (1826-1829). Lors de ce voyage, il demeure six jours au milieu des habitants, en mars 1828, à Vanikoro pour y recueillir des vestiges du naufrage de La Pérouse.
En novembre 1828, malade, il est débarqué à l'île Bourbon et regagne la France sur la Bayonnaise en avril 1829. Il continue de servir sur cette corvette en Méditerranée puis, en mai 1831 est envoyé en mission par l'Académie de médecine en Pologne, Prusse, Autriche et Russie pour y étudier et lutter contre le choléra et essayer d'empêcher la propagation de l'épidémie en Europe occidentale. Il est alors lui-même atteint par la maladie et rentre en France par l'Estonie.

### Les missions en Islande et Groenland

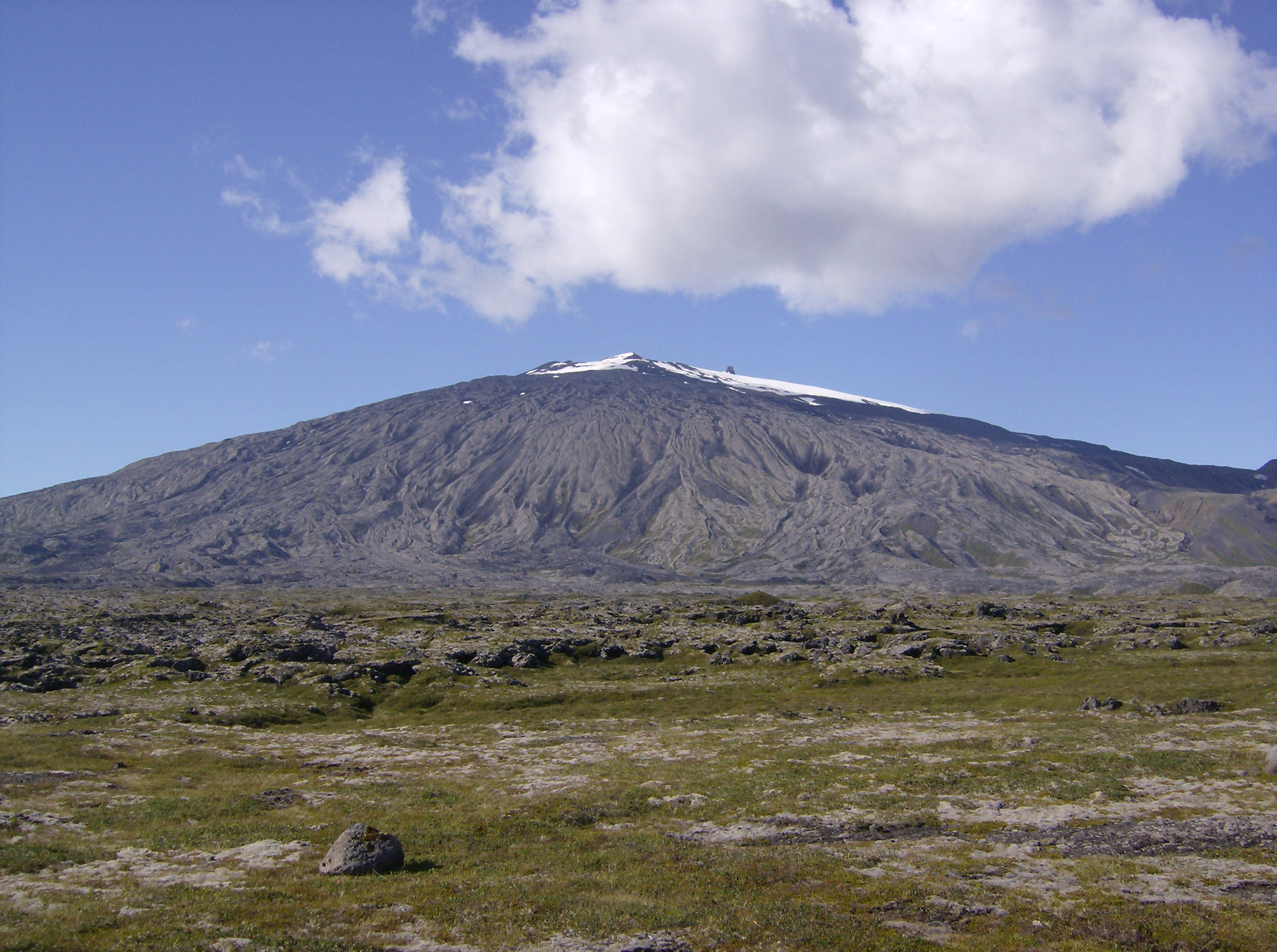
Le Snæfellsjökull en 2010

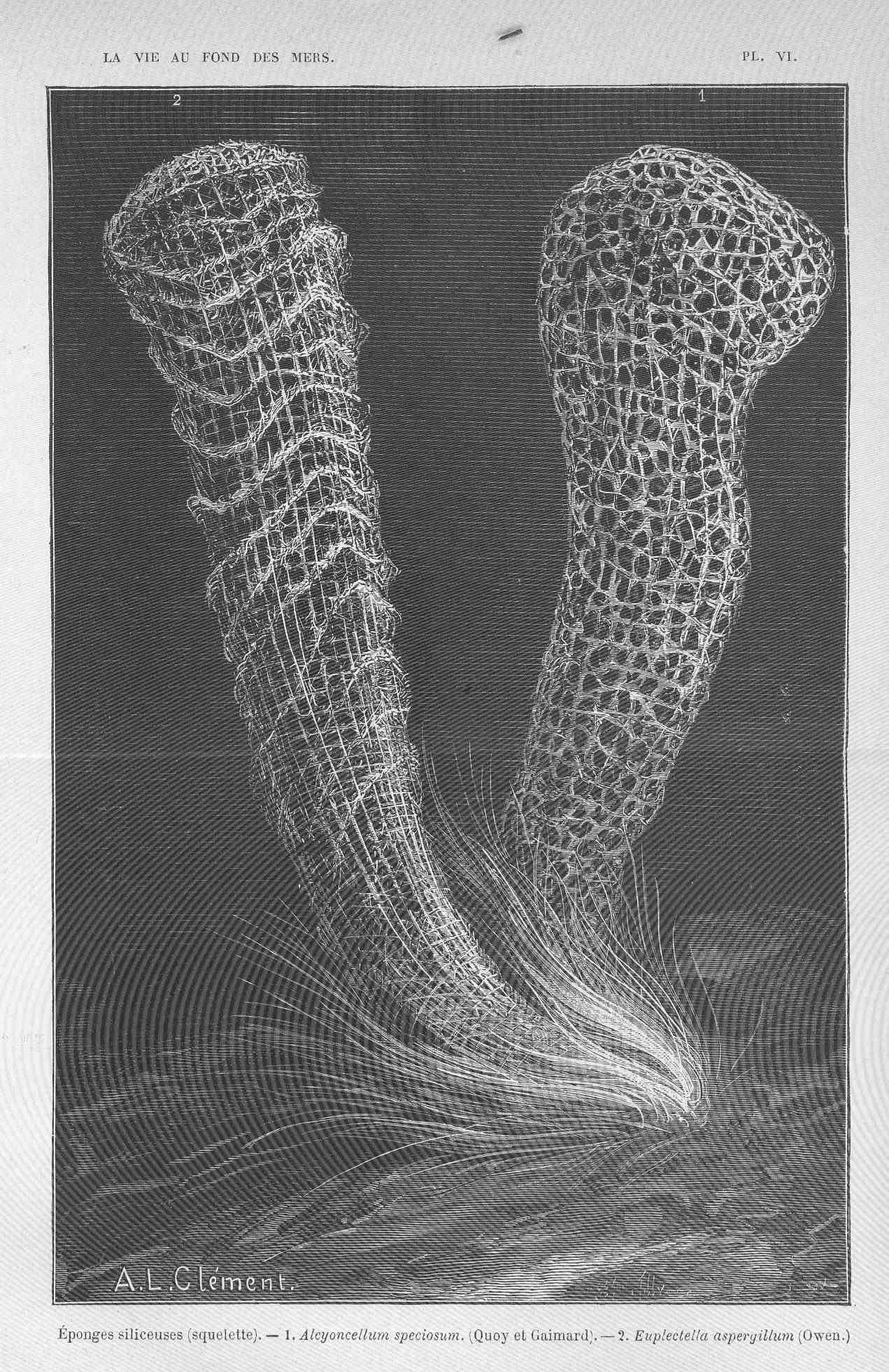
Éponges siliceuses (squelette) décrites par Quoy et Gaimard

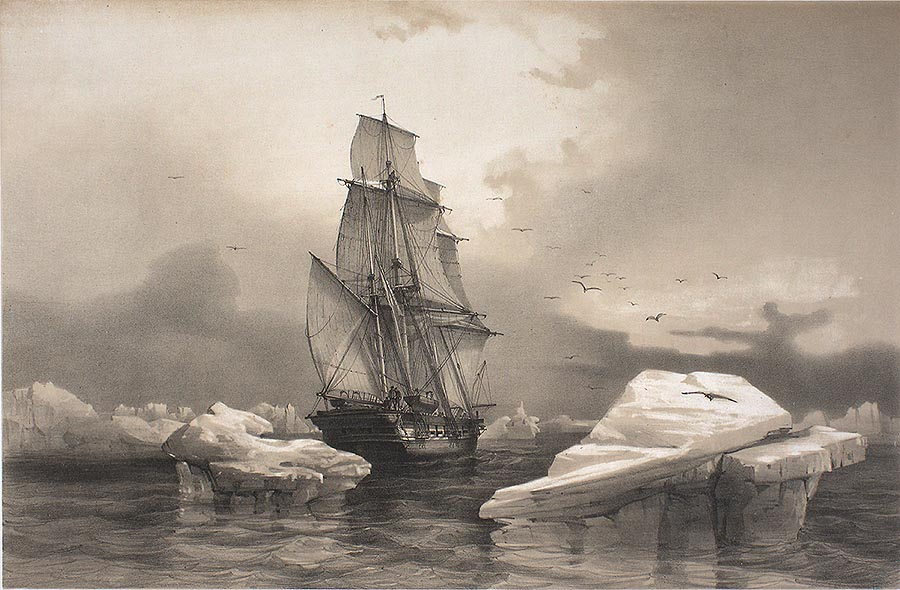
Corvette La Recherche près de l'île aux Ours, Svalbard, par Auguste Mayer

Nommé président de la Commission scientifique d'Islande et du Groenland en 1829, Gaimard mène quatre campagnes (1835, 1836, 1838 et 1839) dans l'Atlantique Nord sur La Recherche dirigée par le lieutenant de vaisseau Tréhouart pour, à l'origine, tenter d'y retrouver Jules de Blosseville disparu sur les côtes du Groenland avec la Lilloise en 1833.
Le voyage se décompose en quatre campagnes d'été successives et se centre rapidement sur l'exploration de l'Islande. Un vaste programme scientifique est établi portant sur l'histoire naturelle, la géologie, la médecine, la météorologie, la physique, l'astronomie, les langues et les littératures.
Ainsi, de mai à septembre 1835, la Recherche patrouille entre l'Islande et le Cap Farewell. Gaimard et le géologue Eugène Robert débarquent en Islande le 1er juillet 1835 et y restent jusqu'au 19 août. Ils explorent toute l'île, visitent Reykjavik qui n'est alors qu'un village de pêcheurs, les fjords puis les terres volcaniques de l'intérieur. Ils font l'ascension du Snæfellsjökull puis regagnent Reykjavik par les geysers du district de Thingvallir.
À leur retour en France, Gaimard et Robert présentent au ministre de la guerre Guy-Victor Duperré leurs collections ramenées d'Islande et les résultats de leurs travaux de botanique, de géologie, d'ethnologie, de météorologie et de physique du globe. Duperré conçoit alors, aux vues des résultats, une nouvelle expédition scientifique en Islande pour compléter les découvertes qu'il a jugées exceptionnelles.
Gaimard embarque donc de nouveau sur la Recherche en mai 1836, avec Eugène Robert, mais aussi Victor Lottin, ancien des voyages de Duperrey et de Dumont d'Urville, Auguste Mayer (peintre), Raoul Anglès (météorologue), Louis Bevalet (zoologiste et peintre d'histoire naturelle) et Xavier Marmier, chargé des langues et littératures islandaises.
Les scientifiques explorent ainsi toute l'Islande de juin à septembre 1836 alors que la Recherche continue vers le Groenland. La première ascension de l'Hekla est réussie et la plupart des autres volcans de l'île sont reconnus. Les explorateurs atteignent les côtes nord et est et poussent jusqu'au Vopnafjörður, lieu des derniers messages envoyés par Blosseville.
Pendant ce temps, la Recherche explore les côtes du Groenland jusqu'à Frederikshaab. Le genre de vie des Esquimaux est étudié et de nombreux relevés hydrographiques effectués, pour faciliter la navigation dans les mers polaires. De même, la formation des glaces est analysée.
En 1838-1839, la même commission scientifique est envoyée par le ministre de la Marine Claude du Campe de Rosamel explorer la Laponie, les Féroé et le Spitzberg. Les rejoignent de nouveaux membres : Jens Vahl, Charles Frédéric Martins, Lars Levi Laestadius, Auguste Bravais, Joseph Durocher, Per Siljeström (sv) et Christian Boeck. Les campagnes bénéficient d'instructions détaillées de François Arago, Alexander von Humboldt, Élie de Beaumont, Geoffroy Saint-Hilaire, Jean-Baptiste Bory de Saint-Vincent, Alexandre Brongniart (sciences physiques et naturelles), Victor Cousin, François-Auguste Mignet, Pierre-Paul Royer-Collard, Jacques-Joseph Champollion ou Jean-Jacques Ampère (sciences humaines).

### Fin de vie
À son retour, Gaimard prend une part très importante dans les publications consécutives aux voyages de l’Uranie, de l'Astrolabe et de la Recherche. Membre correspondant de l'Académie de médecine, il reçoit de l'Académie des sciences le prestigieux prix Monthyon et quitte le service actif en mars 1848.
Il meurt à Paris le 10 décembre 1858 et est enterré aux frais de l’État. La tête sculptée qui orne sa tombe est l’œuvre de Louis-Félix Chabaud.

## Hommages
Plusieurs espèces lui ont été dédiées comme :
- Bettongia gaimardi par Anselme Gaëtan Desmarest (1784-1838) en 1822[11]
- Phalacrocorax gaimardi par René Primevère Lesson et Prosper Garnot en 1828[12].
- Eualus gaimardii par Henri Milne-Edwards (1800-1885) en 1837[13].
- Myiopagis gaimardii par Alcide d'Orbigny (1802-1857) en 1840[14].
- Byblis gaimardi par Henrik Nikolai Krøyer (1799-1870) en 1846[15].
- Diogenidae Calcinus gaimardii par Henri Milne-Esdwards en 1848[16].

Jules Verne le mentionne au chapitre X de son roman Voyage au centre de la Terre.

## Publications

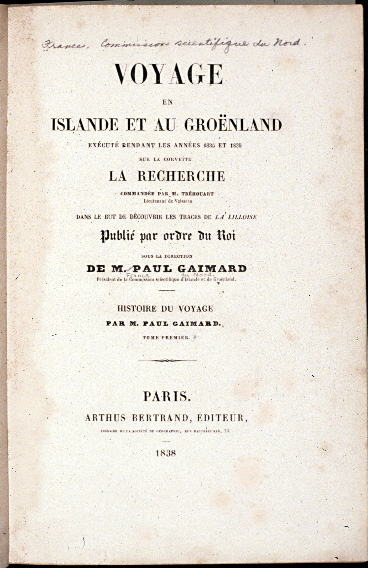
Le Voyage en Islande et au Groënland

- Louis de Freycinet (éd.) Voyage autour du Monde, entrepris par Ordre du Roi ... exécuté sur les corvettes de ... l'Uranie et la Physicienne, pendant les années 1817, 1818, 1819 et 1820. Tome 1 et 2: Zoologie. Pillet Aîné, Paris 1824
- Mémoire sur l'accroissement des polypes lithophytes considéré géologiquement, avec Jean René Constant Quoy, in Annales des sciences naturelles, Crochard, 1825
- Voyage en Islande et au Groënland exécuté pendant les années 1835 et 1836 sur la corvette La Recherche, commandée par M. Tréhouart, dans le but de découvrir les traces de La Lilloise , 7 vol., Bertrand, Paris 1838-1852[Note 2]
- Du Choléra morbus en Russie, en Prusse et en Autriche, pendant les années 1831 et 1832, avec Auguste Gérardin, 1832
- Voyage de la corvette l'Astrolabe, exécuté par Ordre du Roi, pendant les années 1826 - 1827 - 1828 - 1829, sous le commandement de M.- J. Dumont d'Urville, capitaine de Vaisseau, Tastu, Paris 1830-1834 (avec Dumont d'Urville)
- Sur l'Islande, le Groenland, et les pays scandinaves, extrait des questions de l'Académie des sciences morales et politiques, in Revue du Nord no 9, 1837
- Lettre sur le voyage ordonné par le Roi en Scandinavie, en Laponie et au Spitzberg, adressée à M. le baron Berzelius, A. Bertrand, 1838
- Du Spitzberg, souvenirs d'un voyage à Bell-Sound et à Magdalena-Bay, extrait de la France maritime, Pilout, 1839
- Voyage en Scandinavie, en Laponie, au Spitzberg et aux Feroë pendant les années 1838, 1839 et 1840, sur la corvette La Recherche, commandée par M. Fabvre, Paris, Arthus Bertrand, 1852, (direction).
- Voyage de la Commission scientifique du Nord en Scandinavie, en Laponie, au Spitzberg et aux Féroé pendant les années 1838, 1839 et 1840, sur la corvette La Recherche , 17 vol. et 5 vol. d'atlas, 1843-1855

Direction éditoriale
- Géologie, minéralogie, métallurgie et chimie, de Joseph Durocher, A. Bertrand, 1843
- Magnétisme terrestre de Victor Lottin, 3 vol, 1843-1850
- Géologie, minéralogie et métallurgie de Louis Eugène Robert, 2 vol, 1844
- Géographie physique, géographie botanique, botanique et physiologie, de Joseph Durocher, 2 vol, A. Bertrand, 1844-1846
- Aurores boréales de Victor Lottin, A. Bertrand, 1845
- Littérature scandinave de Xavier Marmier, 1849
- Histoire de la Scandinavie de Xavier Marmier, Arthus Bertrand, 1854
- Astronomie et hydrographie de Victor Lottin, Paris, 1855

## Galerie
Diverses illustrations du Voyage en Islande et au Groënland exécuté pendant les années 1835 et 1836 (dessins d'Auguste Mayer, Joseph Paul Gaimard et Louis Eugène Robert)

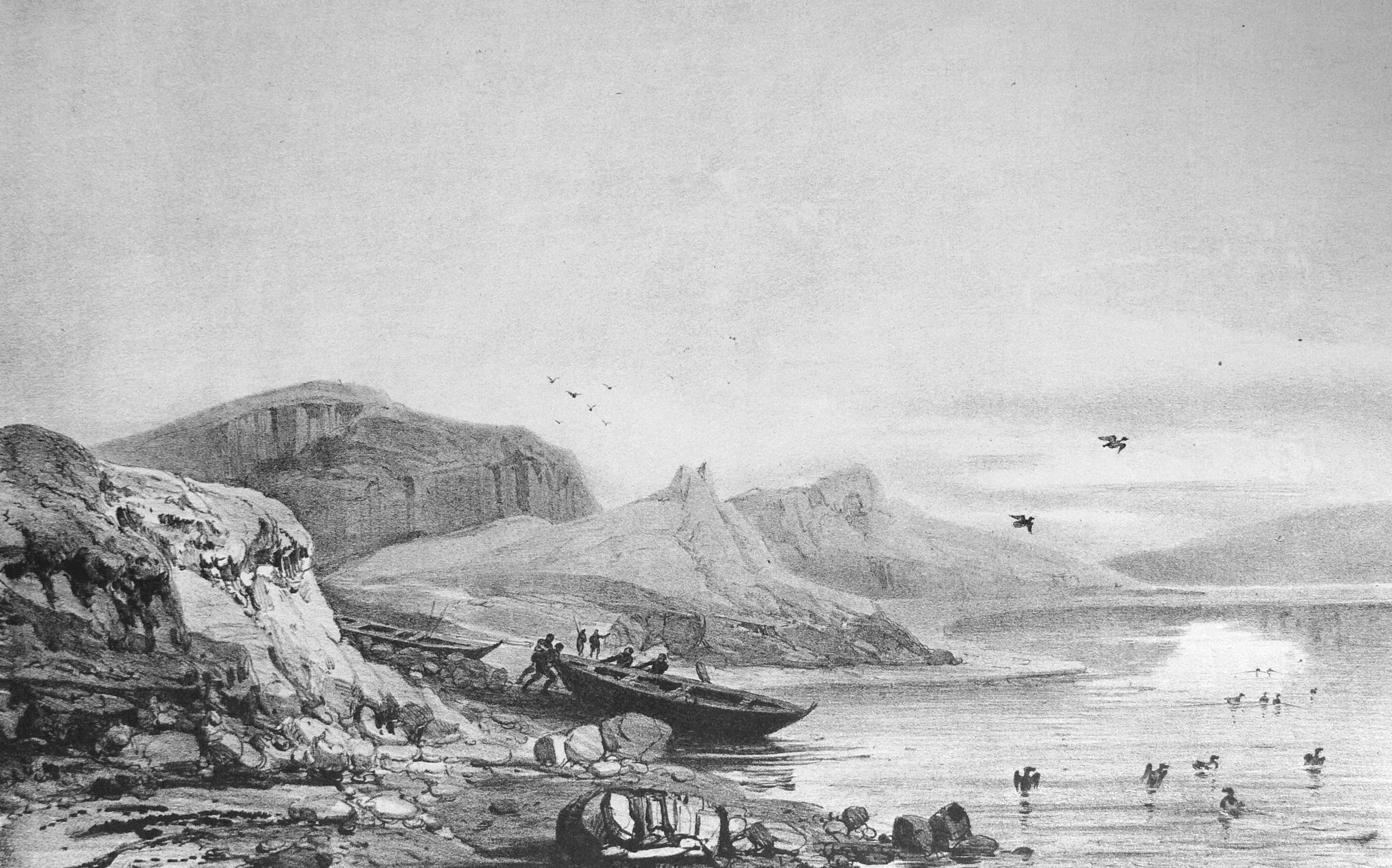
Ile Videy, baie de Reykjavík
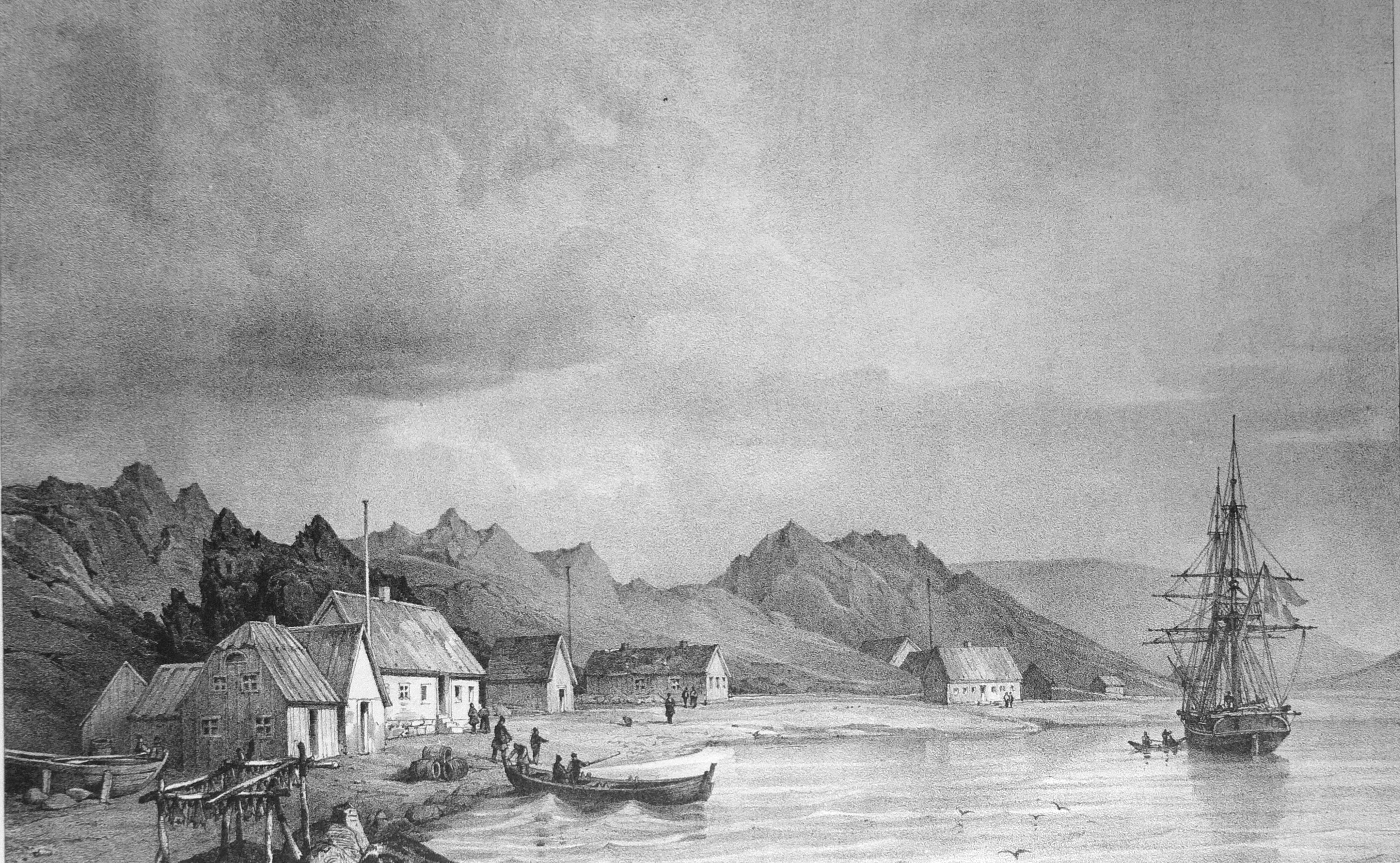
Port de Hafnarfjördur
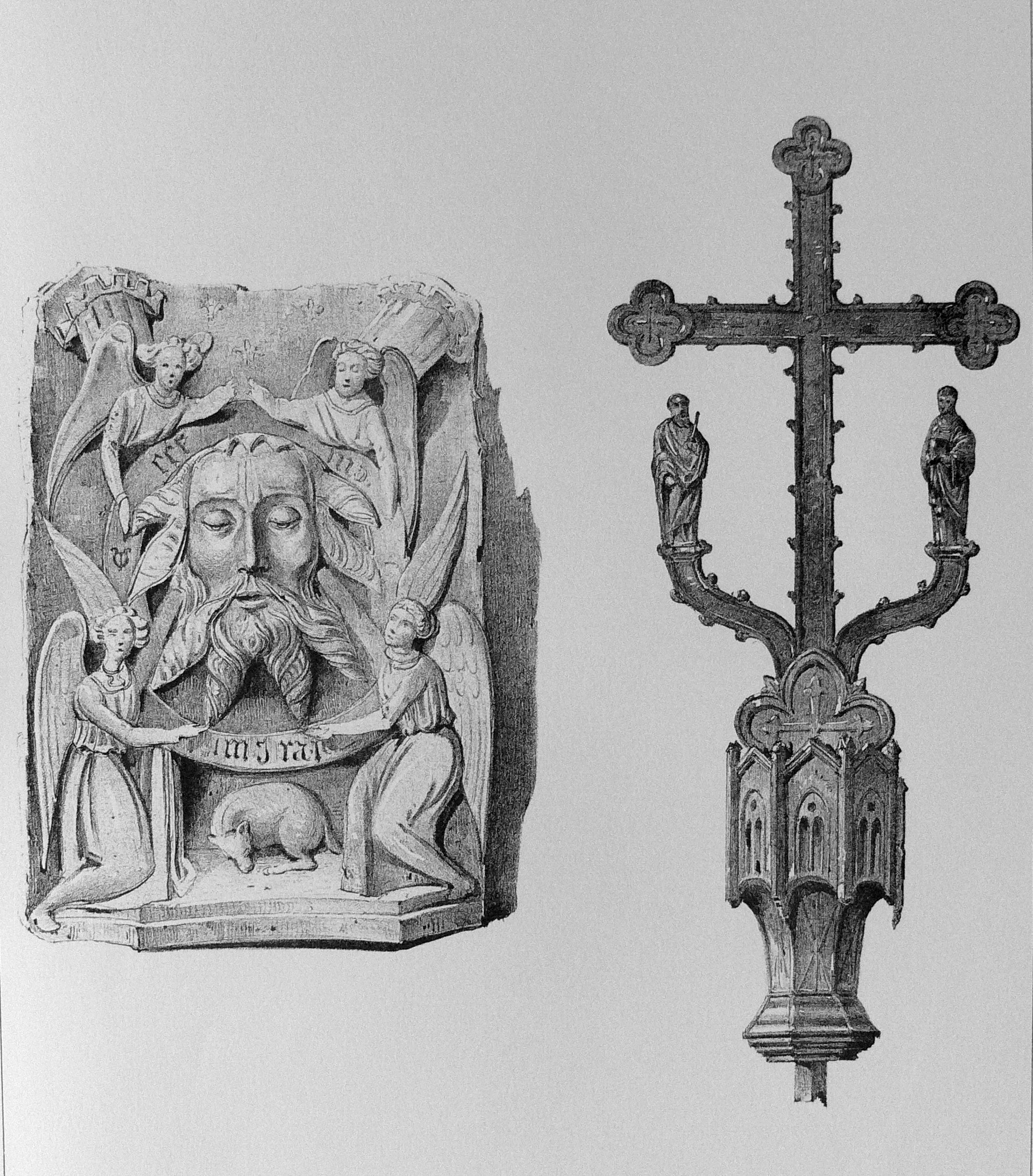
Croix en bois et ecce Homo en albâtre, du temple de Vallanes
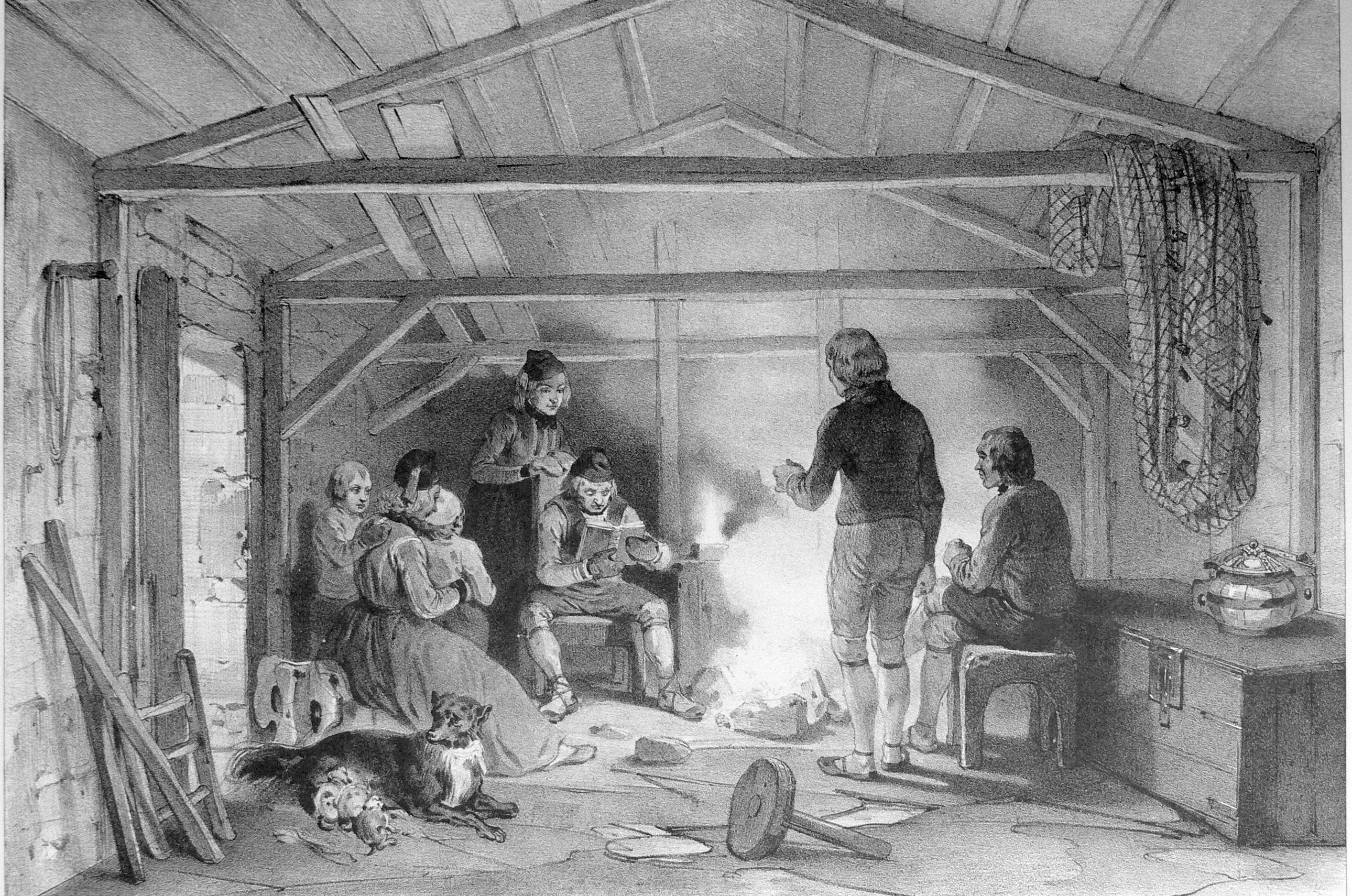
Intérieur d'une cabane islandaise, près de Reykjavík

Diverses illustrations du Voyages de la Commission scientifique de Nord (1839)

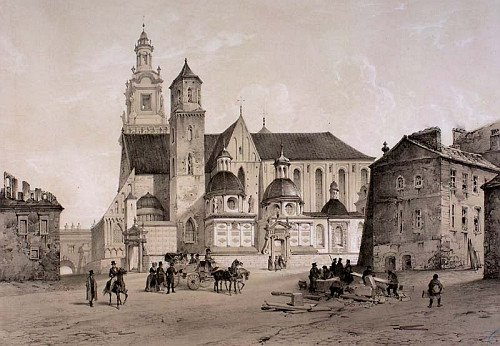
Cathédrale de Cracovie
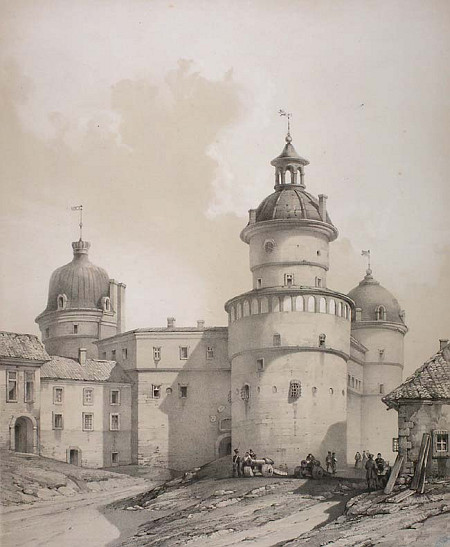
Château de Gripsholm
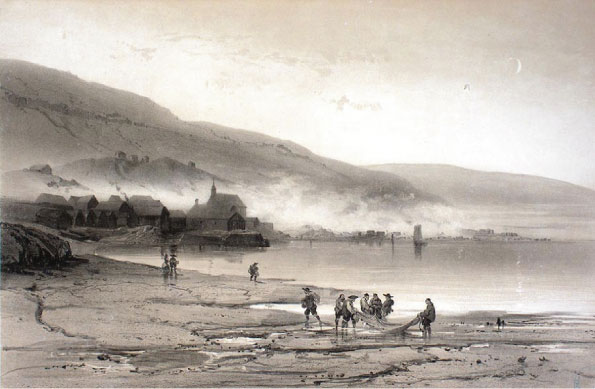
Paysage d'Islande
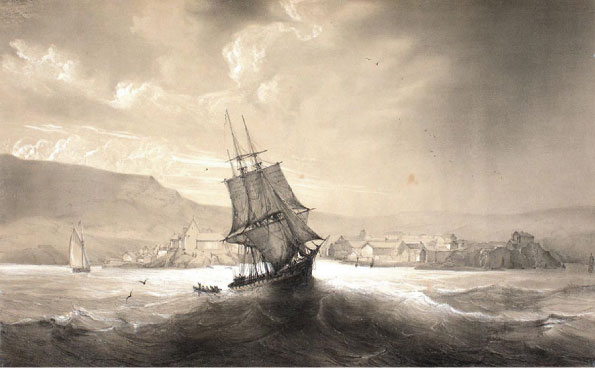
La Recherche